# 俄羅斯的費奧多爾·亞歷山德羅維奇王子
費奧多爾·亞歷山德羅維奇（Фёдор Александрович，1898年12月23日—1968年11月30日），俄羅斯亞歷山大·米哈伊洛維奇大公的次子，母親是末代沙皇尼古拉二世的妹妹謝妮亞。
1923年，費奧多爾和伊琳娜·巴甫洛夫娜·帕雷結婚。伊琳娜的父親保羅·亞歷山德羅維奇，亞歷山大二世的幼子。兩人的獨子米哈伊爾於隔年出生。